# Datoria externă a Republicii Socialiste România
Datoria externă a Republicii Socialiste România a fost compusă din împrumuturi acordate Republicii Socialiste România sub Nicolae Ceaușescu de la creditori internaționali denominate în valută. Aceste credite au fost folosite pentru a cumpăra tehnologie, echipamente și materii prime necesare pentru industrializarea țării.
Pe măsură ce prețul petrolului a crescut în timpul crizei energetice din 1979, împreună cu creșterea ratelor dobânzilor internaționale, România a avut dificultăți să-l ramburseze, ceea ce a dus la necesitatea de a solicita de la FMI o linie de credit. Întrucât astfel de împrumuturi aveau anumite condiții (ajustare structurală), Ceaușescu a decis ca România să-și plătească toate datoriile, ducând la politica de austeritate din anii 1980 în România.

## Împrumuturi și dezvoltare industrială
La începutul anilor 1970, țările occidentale erau dispuse să finanțeze achiziția de tehnologie de către România prin împrumuturi acordate din considerente politice. Datoriile României față de creditorii occidentali au crescut de la doar 1,2 miliarde de dolari în 1971 la un vârf de 13 miliarde de dolari în 1982.

## Criza din 1979
Criza energetică din 1979 combinată cu creșterea ratelor dobânzilor au făcut ca România să fie incapabilă să-și ramburseze datoriile.

## Implicarea FMI
În 1981, pentru a-și achita datoriile scadente, România a solicitat Fondului Monetar Internațional o linie de credit și a adoptat o politică de rambursare a întregii datorii. Decizia de rambursare a datoriei a fost considerată irațională, întrucât alte țări în curs de dezvoltare care au fost lovite de aceeași problemă au reușit să obțină reeșalonarea datoriilor.

## Plăți ale împrumutului și austeritate
După cum a recomandat FMI, importurile au fost reduse și exporturile au crescut. Efectul reducerilor de importuri în România, importator net de alimente din Occident, nu a fost însă corect estimat și a dus la penurie de alimente.
Bilanțul României – având toate datoriile către băncile comerciale achitate integral – nu a fost egalat de nicio altă țară puternic îndatorată din lume. Politica de rambursare - și, în mai multe cazuri, de plată anticipată - a datoriei externe a României a devenit politica dominantă la sfârșitul anilor 1980. Rezultatul a fost o stagnare economică pe tot parcursul anilor 1980 și - spre sfârșitul deceniului - au fost create condițiile pentru o criză economică. Capacitatea industrială a țării a fost erodată pe măsură ce echipamentele au devenit învechite, cererea energetică a crescut și nivelul de trai s-a deteriorat semnificativ. Au fost impuse restricții draconice asupra utilizării energiei casnice pentru a asigura o aprovizionare adecvată pentru industrie. Exporturile de valute convertibile au fost promovate cu orice preț, iar importurile au fost puternic reduse. În 1988, PIB-ul real s-a contractat cu 0,5%, în principal din cauza unei scăderi a producției industriale cauzată de creșterea semnificativă a costurilor cu materia primă. În ciuda declinului din 1988, balanța externă netă a atins vârful deceniului (9,5% din PIB). În 1989, PIB-ul a scăzut cu încă 5,8% din cauza penuriei tot mai mari și a stocului de capital din ce în ce mai învechit. Până în martie 1989, aproape toată datoria externă fusese rambursată. A fost rambursată întreaga datorie externă pe termen mediu și lung. Suma persistentă, în valoare totală de mai puțin de 500 milioane dolari, a constat în credite pe termen scurt (în principal credite la export pe termen scurt acordate României). Un decret din 1989 interzicea legal entităților române să contracteze datorii externe. Ediția CIA World Factbook din 1990 a clasificat datoria externă a României ca fiind „niciuna” la jumătatea anului 1989.

### Evoluție anuală (în miliarde de dolari)
- 1995 a fost ultimul an în care economia României a fost dominată de stat. Din 1996 încoace, sectorul privat reprezintă cea mai mare parte a PIB-ului României.[9]
- Datele pentru 1975, 1980 și 1982-1988 sunt luate din Statistical Abstract of the United States.[10]
- Datele pentru 1989-1995 sunt furnizate de OCDE.[11]
- Datele pentru 1981 și 1985 sunt furnizate de World Book Year Book.[12]
- Până în aprilie 1989, cu datoria aproape zero, România era un creditor extern net. Împrumutul extern a fost reluat după decembrie 1989.[13] Pentru a-și menține statutul de creditor net, România a trebuit să-și mențină datoria externă sub 2,5 miliarde de dolari, estimarea scăzută a sumei pe care o datorau producătorii de petrol și alte țări mai puțin dezvoltate. Acest lucru a fost realizat pentru prima dată în 1988[14] și a continuat până la începutul anilor 1990.[15]

|                       | 1975    | 1980    | 1981    | 1982    | 1983    | 1984    | 1985    | 1986    | 1987    | 1988     | 1989     | 1990     | 1991     | 1992    | 1993    | 1994    | 1995    |
| --------------------- | ------- | ------- | ------- | ------- | ------- | ------- | ------- | ------- | ------- | -------- | -------- | -------- | -------- | ------- | ------- | ------- | ------- |
| Datoria externă brută | 2.9     | 9.4     | 10.2    | 9.8     | 8.8     | 7.1     | 6.6     | 6.4     | 5.1     | 2.2      | 0,0      | 0,2      | 2.2      | 3.5     | 4.5     | 5.5     | 6.7     |
| Stare net             | debitor | debitor | debitor | debitor | debitor | debitor | debitor | debitor | debitor | creditor | creditor | creditor | creditor | debitor | debitor | debitor | debitor |

## Consecințele
La sfârșitul anului 1989, PIB-ul României se ridica la 53,7 miliarde de dolari, iar datoria sa externă totală era de 0,0 miliarde de dolari. Cu toate acestea, datoria externă este doar o parte din datoria publică a unei țări, cealaltă parte fiind datoria sa internă. Povara fiscală asupra întreprinderilor românești s-a bazat pe obiective nerealiste ale planului cincinal, rezultând în pierderi mari ale întreprinderilor din cauza poverii fiscale excesive. Aceste pierderi au fost finanțate prin credit bancar. Aceste datorii bancare acumulate ale întreprinderilor și cooperativelor de stat au fost anulate din depozitele bancare guvernamentale rezultate din excedente fiscale din trecut (excedentul fiscal din 1989, de exemplu, a fost de peste 8% din PIB). Costul a fost eliminarea aproape în întregime a acestor depozite până la sfârșitul anului 1990 (excedentul fiscal pentru 1990 a constituit mai puțin de 2% din PIB). Astfel, România a sărit de la inexistența în clasamentul primelor 10 țări cu cea mai mică datorie publică (ca procent din PIB) în 1989 la a fi lider mondial în 1990. România a rămas țara cu cea mai mică datorie publică în 1991, coborând pe locul 6 în 1992 și 1993 și în final pe locul 9 în 1994.